# Stade de Vanves natation
 (octobre 2017).
Si vous disposez d'ouvrages ou d'articles de référence ou si vous connaissez des sites web de qualité traitant du thème abordé ici, merci de compléter l'article en donnant les références utiles à sa vérifiabilité et en les liant à la section « Notes et références ».
Le Stade de Vanves Natation (couramment abrégé en Vanves SwimTeam) est un club de natation français fondé dans les années 1980. Le club  francilien est présidé par Lazreg Benelhadj depuis le 23 septembre 2011.
Son équipe première de natation évolue au sein du championnat de France élite.

## Histoire
Le club est le plus important de la ville avec plus de 1 000 adhérents et est surtout connu pour la qualité de sa formation chez les plus jeunes.

## Bassins
Le club dispose de deux bassins :
- bassin Michelet (25 mètres couvert),
- bassin Roger Aveneau (25 mètres découvert).

## Palmarès
- Championnats de France en grand bassin[1]
  - Nombreux titres et médailles en compétitions nationales et internationales
- Internationaux : Camille Lacourt, Jordan Coelho, Grégory Mallet, Fantine Lesaffre, Joris Bouchaut, Hadrien Salvan , Fautine Prouff,  Thomas Boursac